# Ender Inciarte
Ender David Inciarte Montiel (né le 29 octobre 1990 à Maracaibo, Zulia, Venezuela) est un voltigeur des Braves d'Atlanta de la Ligue majeure de baseball.

## Carrière

### Diamondbacks de l'Arizona

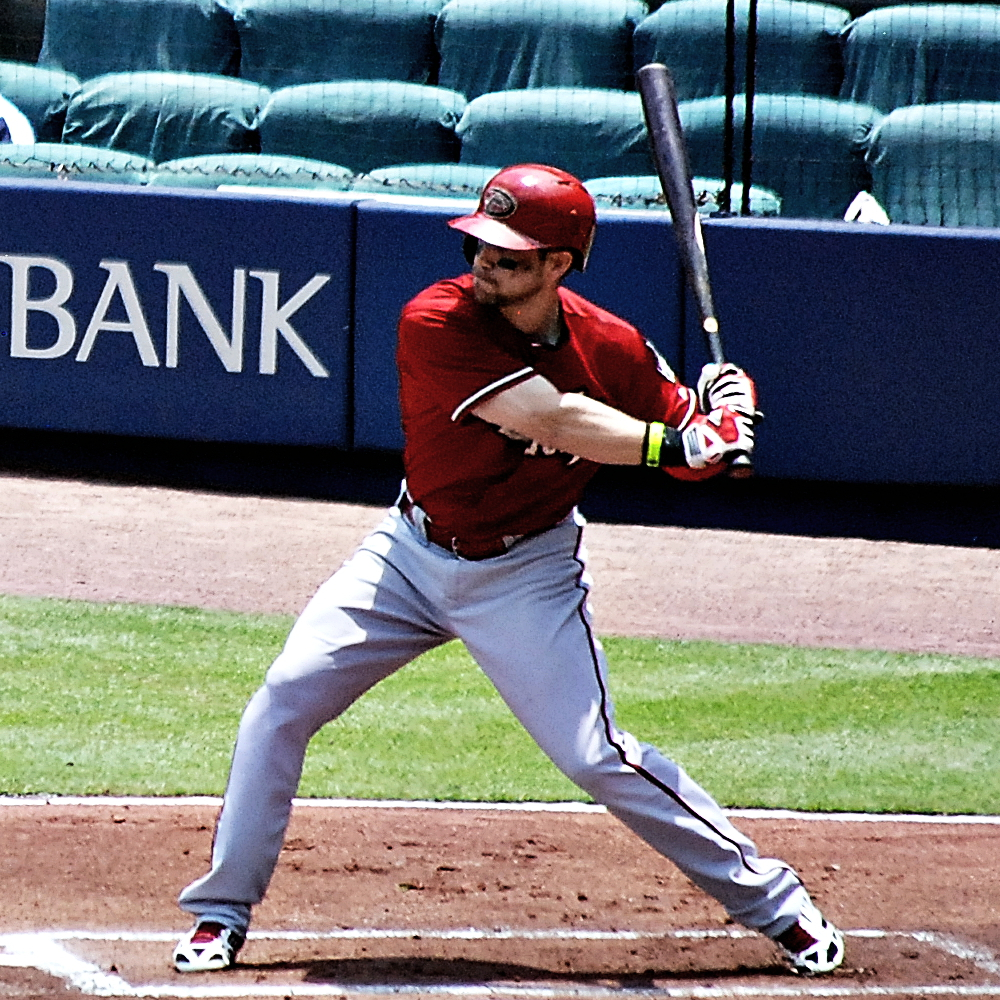
Ender Inciarte en 2014 avec les Diamondbacks de l'Arizona.

Ender Inciarte signe son premier contrat professionnel en 2008 avec les Diamondbacks de l'Arizona. Il débute en ligues mineures la même année dans l'organisation des Diamondbacks. Le 6 décembre 2012, il est réclamé par les Phillies de Philadelphie au repêchage de la règle 5. Au terme du camp d'entraînement des Phillies, il mérite un poste de substitut au champ extérieur pour le premier match de la saison 2013. Il n'a cependant pas la chance de jouer un seul match de saison régulière pour Philadelphie et, trois jours plus tard, le 4 avril 2013, il est retourné aux Diamondbacks de l'Arizona en échange d'un montant d'argent.
Après une saison 2013 entièrement passée en ligues mineures avec le club-école de niveau Double-A des Diamondbacks, Ender Inciarte gradue dans le Triple-A le printemps suivant. Rappelé des mineures, il fait ses débuts dans le baseball majeur avec Arizona le 2 mai 2014 et réussit à ce premier match son premier coup sûr, face au lanceur Dale Thayer des Padres de San Diego.

### Braves d'Atlanta
Pour acquérir le lanceur partant droitier Shelby Miller et le lanceur gaucher des ligues mineures Gabe Speier dans une transaction conclue le 9 décembre 2015, les Diamondbacks cèdent aux Braves d'Atlanta leur voltigeur Inciarte ainsi que deux joueurs des ligues mineures : le lanceur droitier Aaron Blair et le joueur d'arrêt-court Dansby Swanson, tout premier choix du repêchage amateur de 2015.
Le 14 avril 2017, dans la victoire des Braves, 5-2 sur les Padres de San Diego, Inciarte est au champ centre pour le premier match joué au nouveau SunTrust Park d'Atlanta. Devant 41 149 spectateurs, il réalise le premier retrait en captant une balle frappée par Manuel Margot des Padres, frappe aux dépens du lanceur Jhoulys Chacín le premier coup sûr puis le premier coup de circuit dans ce stade, et met fin au match en captant une balle frappée par Luis Sardiñas pour le dernier retrait de la rencontre,.